# Председатель правительства Испании
Председатель правительства Испании (исп. Presidente del Gobierno) — глава исполнительной власти Испании (председатель правительства Испании (см. Consejo de Ministros и Spanish government departments). Избирается Конгрессом депутатов, нижней палатой испанского парламента, посредством процедуры, называемой «Дебатами по инвеституре» (исп. Debate de Investidura), а затем утверждается королём. 
Резиденция Председателя с 1977 года находится во Дворце Монклоа в Мадриде.
С 2 июня 2018 по 23 июля 2023 года — председатель правительства Испании (исполняющий обязанности с 24 июля 2023) генеральный секретарь Испанской социалистической рабочей партии Педро Санчес, после победы оппозиции на парламентских выборах.

## Выборы
Выборы председателя правительства проводятся путём косвенных выборов, членами законодательной власти. Сразу после выборов в законодательную власть, которые проходят каждые четыре года, лидер победившей партии или лидер крупнейшей коалиции обычно предлагается королём на пост председателя правительства и избирается Конгрессом депутатов. Заместитель председателя правительства назначается королём по представлению председателя правительства.

## Вступление в должность
После одобрения кандидата большинством голосов в Конгрессе депутатов и получения согласия короля проводится церемония вступления в должность. Церемония проводится в Зале аудиенций (исп. Salón de Audiencias) дворца Сарсуэла в присутствии короля Испании, королевы и главного нотариуса Королевства (министра юстиции). Во время церемонии будущий председатель правительства приносит присягу на Конституции либо на Библии со следующим текстом: «Обещаю/Клянусь своей совестью и честью преданно и в верности королю исполнять обязанности председателя правительства, соблюдая и принуждая соблюдать Конституцию, фундаментальный закон государства, а также хранить в секрете содержание совещаний совета министров».
Действующий председатель правительства Испании Педро Санчес является атеистом и поэтому приносил присягу на Конституции Испании.

## Председатели правительства Испании (с 1977 до наших дней)
| Легислатура   | Фамилия                           | Партия | Начальная дата       | Конечная дата        | Срок |
| ------------- | --------------------------------- | ------ | -------------------- | -------------------- | ---- |
| Учредительная | Адольфо Суарес Гонсалес           | СДЦ    | 17 июня 1977 года    | 2 апреля 1979 года   | 654  |
| I             | Адольфо Суарес Гонсалес           | СДЦ    | 2 апреля 1979 года   | 26 февраля 1981 года | 696  |
| I             | Леопольдо Кальво-Сотело и Бустело | СДЦ    | 26 февраля 1981 года | 5 декабря 1982 года  | 644  |
| II            | Фелипе Гонсалес Маркес            | ИСРП   | 2 декабря 1982 года  | 24 июня 1986 года    | 1300 |
| III           | Фелипе Гонсалес Маркес            | ИСРП   | 24 июня 1986 года    | 6 декабря 1989 года  | 1261 |
| IV            | Фелипе Гонсалес Маркес            | ИСРП   | 6 декабря 1989 года  | 14 июля 1993 года    | 1316 |
| V             | Фелипе Гонсалес Маркес            | ИСРП   | 14 июля 1993 года    | 5 мая 1996 года      | 1026 |
| VI            | Хосе Мария Аснар Лопес            | НП     | 5 мая 1996 года      | 27 апреля 2000 года  | 1453 |
| VII           | Хосе Мария Аснар Лопес            | НП     | 27 апреля 2000 года  | 17 апреля 2004 года  | 1451 |
| VIII          | Хосе Луис Родригес Сапатеро       | ИСРП   | 17 апреля 2004 года  | 12 апреля 2008 года  | 1456 |
| IX            | Хосе Луис Родригес Сапатеро       | ИСРП   | 12 апреля 2008 года  | 21 декабря 2011 года | 1348 |
| X             | Мариано Рахой Брей                | НП     | 21 декабря 2011 года | 31 октября 2016 года | 1510 |
| XI            | Мариано Рахой Брей                | НП     | 31 октября 2016 года | 1 июня 2018 года     | 578  |
| XII           | Педро Санчес                      | ИСРП   | 1 июня 2018 года     | 8 января 2020 года   | 586  |
| XIV           | Педро Санчес                      | ИСРП   | 8 января 2020 года   | н. в.                | 1965 |